# Jorge Koochoi Sarmiento
Jorge Koochoi Sarmiento (2 de novembre de 1900 - 20 de febrer de 1957) fou un futbolista peruà.

## Selecció del Perú
Va formar part de l'equip peruà a la Copa del Món de 1930. També participarà en el Campionat sud-americà de 1927.
Pel que fa a clubs, fou jugador de l'Alianza Lima.